# Résolution 93 du Conseil de sécurité des Nations unies
Membres permanents
- Chine (Taïwan)
- États-Unis
- France
- Royaume-Uni
- URSS

Membres non permanents
- Brésil
- Équateur
- Inde
- Pays-Bas
- Turquie
- Yougoslavie

Résolution no 92 Résolution no 94
La résolution 93 du Conseil de sécurité des Nations unies est une résolution du Conseil de sécurité des Nations unies adoptée le 18 mai 1951.
Cette résolution, la quatrième de l'année 1951, relative à la question de la Palestine, rappelant les résolutions 54, 73, 89 et 92 :
- déclare qu'il est essentiel qu'Israël et la Syrie respectent fidèlement la convention d'armistice,
- demande qu'Israël et la Syrie soumettent leurs différends à la commission d'armistice,
- fait appel à ces gouvernements pour qu'ils donnent effet à certains points particuliers de la convention d'armistice :
  - l'administration et la police des villages de la zone démilitarisée doit être assumée par des personnes de même origine que la population,
  - au retour à la vie civile l'administration se fera sur une base locale,
  - le président de la Commission mixte d'armistice sera en mesure d'autoriser tous les arrangements,
- rappelle aux gouvernements leur obligation, au terme du paragraphe 4 de l'article 2 de la Charte des Nations unies, de ne pas recourir à la force et déclare que l'action aérienne israélienne du 5 avril 1951 et toutes les actions agressives de part et d'autre constituent une violation de la résolution 54.
- décide que :
  - les populations arabes évacuées par Israël doivent être autorisées à rentrer,
  - aucun déplacement de population ne doit être entrepris sans décision préalable du Président de la commission mixte d'armistice,
- prie le secrétaire général de mettre à disposition les personnels nécessaires à faire respecter la présente résolution ainsi que les résolutions 89 et 92.

La résolution a été adoptée par 10 voix pour.
L'abstention est celle de l'Union des républiques socialistes soviétiques.

## Texte
- Résolution 93 sur fr.wikisource.org
- Résolution 93 sur en.wikisource.org